# قيلسون (سقز)
قرية قيلسون (بالكردية: قەیلەسوون) هي إحدى القرى التابعة لـسرا في ريف قسم مركزي من مقاطعة سقز، في محافظة كردستان الإيرانية.

## السكان
حسب إحصاءات سنة 2006، بلغ إجمالي السكان في قيلسون 499 نسمة وعدد المساكن 115 مسكن. لغة سكان قيلسون هي اللغة الكردية و هم من أهل السنة والجماعة والمذهب الشافعي.